# Tekstilkent Plaza
Tekstilkent Plaza – największa w Europie placówka hurtu detalicznego wyrobów włókienniczych. Kompleks znajduje się w Stambule, w Turcji. Wysokość wynosi 168 m. Budynek został otwarty w 1999 i posiada 44 kondygnacje.